# Бережівська волость
Бережівська волость — адміністративно-територіальна одиниця Прилуцького повіту Полтавської губернії з центром у селі Бережівка.
Станом на 1885 рік — складалася з 9 поселень, 20 сільських громад. Населення 5898 осіб (5329 чоловічої статі та 3015 — жіночої), 916 дворових господарств.
|                     | Площа, десятин | У тому числі орної, десятин |
| ------------------- | -------------- | --------------------------- |
| Сільських громад    | 3920           | 3634                        |
| Приватної власності | 8915           | 6190                        |
| Іншої власності     | 74             | 59                          |
| Загалом             | 12909          | 9883                        |

Основні поселення волості:
- Бережівка — колишнє державне та власницьке село за 43 версти від повітового міста, 1964 особи, 300 дворів, православна церква, 2 постоялих будинки, 2 лавки, 3 кузні, 15 вітряних млинів, маслобійний, солодовенний і винокурний заводи. За 12 верст — садиба Тростянець.
- Верескуни — колишнє власницьке село, 736 осіб, 133 двори, постоялий будинок, 2 лавки, 3 кузні, вітряний млин.
- Ярошівка — колишнє державне та власницьке село, 2160 осіб, 332 двори, православна церква, школа, 4 постоялих двори, 2 постоялих будинки, 4 лавки, базари по неділях, 23 вітряних млини, маслобійний завод.